# Federico Landi
Federico Landi (Massa, 8 dicembre 1911 – ...) è stato un calciatore italiano, di ruolo attaccante.

## Carriera
Disputa tre campionati di Serie B con il Verona, debuttando tra i cadetti nella stagione 1933-1934 e totalizzando 69 presenze e 17 reti.
In seguito gioca per un altro anno in Serie B con la Pro Vercelli scendendo in campo per 13 volte.
Veste infine la maglia della Carrarese nei campionati regionali toscani, e successivamente milita nell'Arezzo.